# Хэллоуин
Хэ́ллоуи́н (или Хе́ллоуи́н; англ. Halloween, Hallowe'en), менее известный как Кану́н дня всех святы́х (англ. All Hallows' Even, англ. All Saints' Eve) — современный международный праздник, восходящий к традициям древних кельтов Ирландии и Шотландии, история которого началась на территории современных Великобритании и Северной Ирландии. Отмечается каждый год 31 октября, в канун Дня всех святых. Хэллоуин традиционно празднуется в Западной Европе и Америке, хотя официальным выходным днём не является. С конца XX века, в ходе процесса глобализации, мода на атрибутику Хэллоуина возникла также в большинстве стран Восточной Европы и в СНГ. Хэллоуин неформально отмечается в некоторых других странах, имеющих тесные культурные связи с США или Великобританией, например, в Японии, Южной Корее, Сингапуре, Австралии и Новой Зеландии, в ряде островных стран Океании.

## Этимология названия
Согласно Оксфордскому словарю английского языка, слово «Хэллоуин» впервые упоминается в XVI веке как шотландское сокращение английской фразы All-Hallows-Even (с англ. — «Вечер всех святых», even — сокращение от evening («вечер»); по-шотландски читается как «хэллувин»). Так в то время называли ночь перед Днём всех святых. Хотя словосочетание All Hallows можно найти ещё в староанглийском (ealra hālgena mæssedæg — «День всех святых»), фраза All-Hallows-Even не встречается в письменных источниках до 1556 года.

## История

### Самайн
| |
| |
| В канун Дня всех святых христиане в некоторых частях мира посещают кладбища, чтобы помолиться и возложить цветы и свечи на могилы своих близких. Вверху: христиане в Бангладеше зажигают свечи на надгробии родственника. Внизу: христиане-лютеране молятся и зажигают свечи перед центральным распятием на кладбище. |

Историк Николас Роджерс, изучавший истоки Хэллоуина, отмечал, что, несмотря на попытки связать его происхождение с древнеримским праздником Паренталий (от parentes — родители), который праздновался 13—21 февраля, прообраз Хэллоуина, вероятнее всего, зародился только с появлением кельтского языческого празднества Самайн который праздновался в ночь на 31 октября, описание которого появляется в староирландской литературе начиная с X века. Кельты делили год на светлую и тёмную половину, празднование Самайна обозначало начало тёмной (осень и зима) и конец сбора урожая. Название праздника произошло от староирландского слова Samhain, которое означало «конец лета» и впоследствии превратилось в ирландское название месяца ноября. Таким образом, схожесть кельтского и римского праздников скорее связана общим индоевропейским происхождением кельтов и латинян.

### Лемурия
Согласно Оксфордскому словарю фольклора, Самайн был праздником одновременно для всех народов Британских островов и прочно ассоциировался со смертью и сверхъестественным. В то же время нет никаких доказательств того, что в языческие времена праздник имел какое-либо особое значение, кроме сельскохозяйственного и сезонного. Папа Григорий I проинструктировал миссионеров не бороться с языческими праздниками, а обращать их в христианские — по его замыслу, это должно было способствовать христианизации Северной Европы. Так, в 601 году Самайн был обозначен праздником Лемурия (который существовал ещё с 84 года), во время которого люди пытались задобрить души умерших — праздник отмечался 13 мая.

### День всех святых
Однако по инициативе римской церкви и папы Бонифация IV в 609 году на места Лемурии пришёл новый праздник также отмечаемый 13 мая, названный днём всех святых (All Hallows Day, Dies d’omni Sancti), целью которого была почтение самых святых из умерших христиан. Это была попытка католической церкви переделать языческий праздник на христианский лад. В период правления церковью папой Григорием III (731—741) он объявил празднование дня всех святых 1 ноября, в который разговаривать с умершими считалось с точки зрения религии вполне допустимым. Подобное взаимопроникновение кельтских традиций и христианских обрядов начало формировать первые зачатки Хэллоуина. Также на замену празднования Самайна 31 октября, вошло новое название — вечер всех святых (All Hallows Evening). Спустя два века название вечера всех святых — на рубеже X—XI веков — в записях монахов наблюдается смещение в восприятии Самайна в сторону тёмного языческого праздника, связанного со смертью. Чуть позднее, во второй половине XVI века, установления вечера всех святых (All Hallows' Evening) название сменилась на канун дня всех святых (All Hallows' Even) и в итоге получила в народе сокращение Хэллоуин (Halloween). Также католической церковью был провозглашён день всех душ (All Souls' Day) который отмечался 2 ноября.
В Шотландии и Ирландии Самайн носил название Oidhche Samhna и Oíche Samhna (на шотландском и ирландском соответственно), и современные носители гэльских языков по-прежнему обозначают Хэллоуин словами Oíche/Oidhche Samhna. До сих пор на севере Шотландии и Ирландии принято проводить ритуалы для успокоения мёртвых и рассказывать ночью 31 октября легенды о предках.
Спустя время, по причине массовой эмиграции шотландцев и ирландцев в США, Хэллоуин популяризовался и там, получив плотный образ американского праздника.
Традиция выпрашивания сладостей ночью 31 октября, сложившейся примерно в XVI веке, произошла от средневековой традиции выпрашивания пряных кексов с изюмом, известных как тортики душ, взамен которых молились за упокой душ, угодивших в чистилище. Обычай надевать ролевые костюмы и носить с собой «светильник Джека» появился только на рубеже XIX и XX веков, причём в обмен на деньги или еду изначально нужно было предлагать разные развлечения. В конце XIX века дети и взрослые начали ходить от одной двери к другой в тканевых масках, требуя от хозяев угощение и мелко шаля.

## Символы

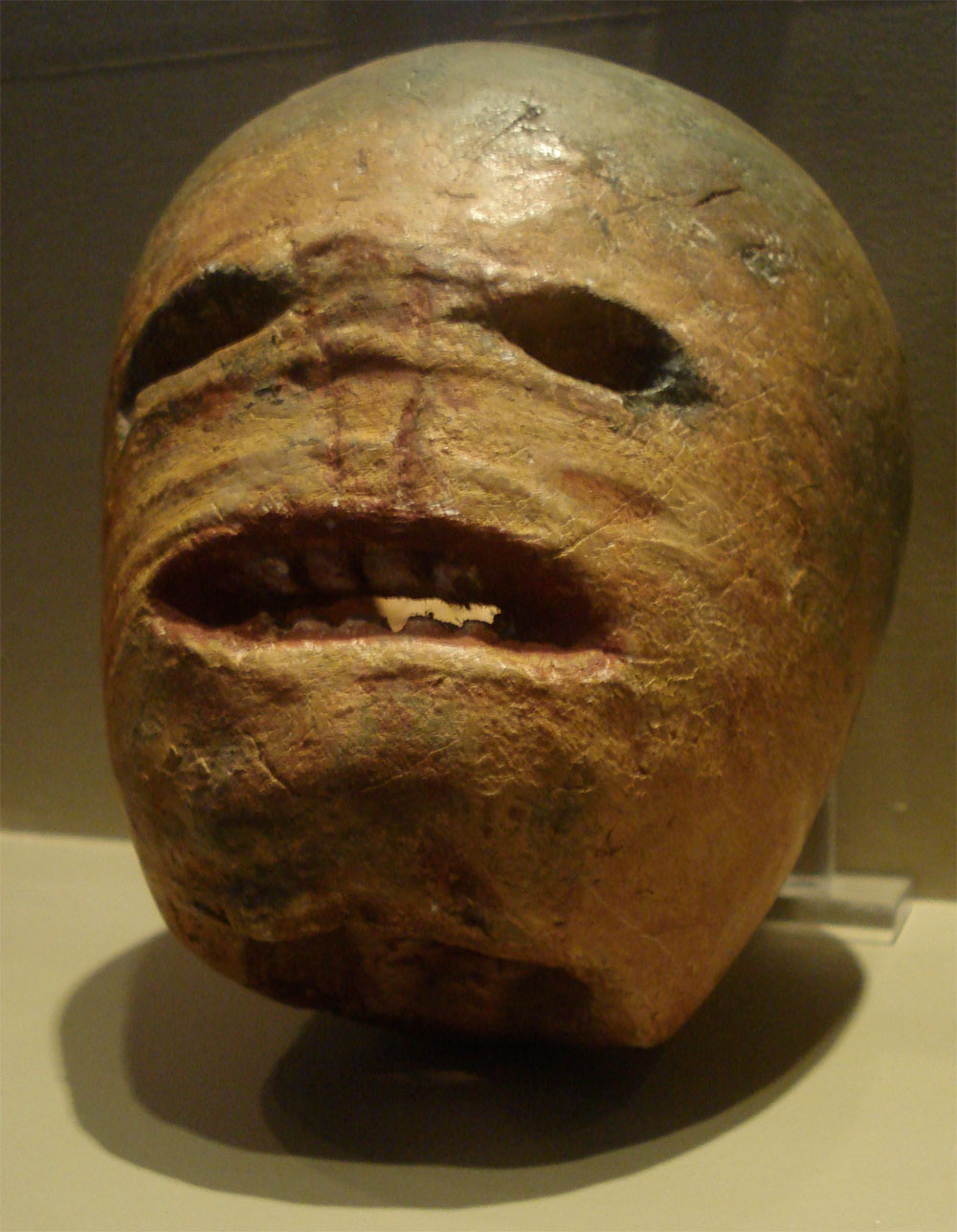
Вырезанный из турнепса светильник Джека, начало XX века. Музей традиционной жизни, Ирландия

Большинство символов праздника имеет долгую историю. Одним из самых знаменитых атрибутов является тыквенный фонарик, или светильник Джека, — он представляет собой полую тыкву, на которой вырезана зловещая гримаса, а внутрь помещена свеча. Считалось, что подобный плод, оставленный в День всех святых около дома, будет отгонять от него злых духов и прочую нечисть. Истоки этого обычая уходят в глубь веков, когда жители британских островов вырезали рожицы на плодах во время сбора урожая. Как и многие другие языческие традиции, этот символ был охристианизирован и, согласно популярному ирландскому поверью о Джеке (отсюда название), Светильник Джека представляет собой «душу, не принятую ни в рай ни в ад»:

<…> По дороге домой выпивоха Джек повстречал Дьявола, однако ему удалось обвести того вокруг пальца — он попросил нечистого залезть на дерево за фруктами, и как только тот взгромоздился на раскидистую крону, Джек нацарапал на стволе крест, таким образом пленив Дьявола и выторговав для себя привилегии. Проведя жизнь в пьянстве и грехе, Джек не смог попасть в рай после смерти. Согласно данному обещанию, Дьявол также не стал забирать Джека и в ад, а лишь бросил ему кусочек угля из адского пламени. Той холодной ночью Джек положил тлеющий уголёк в пустую репу, чтобы тот не затух. С тех пор он скитается по земле, никак не найдя себе места.

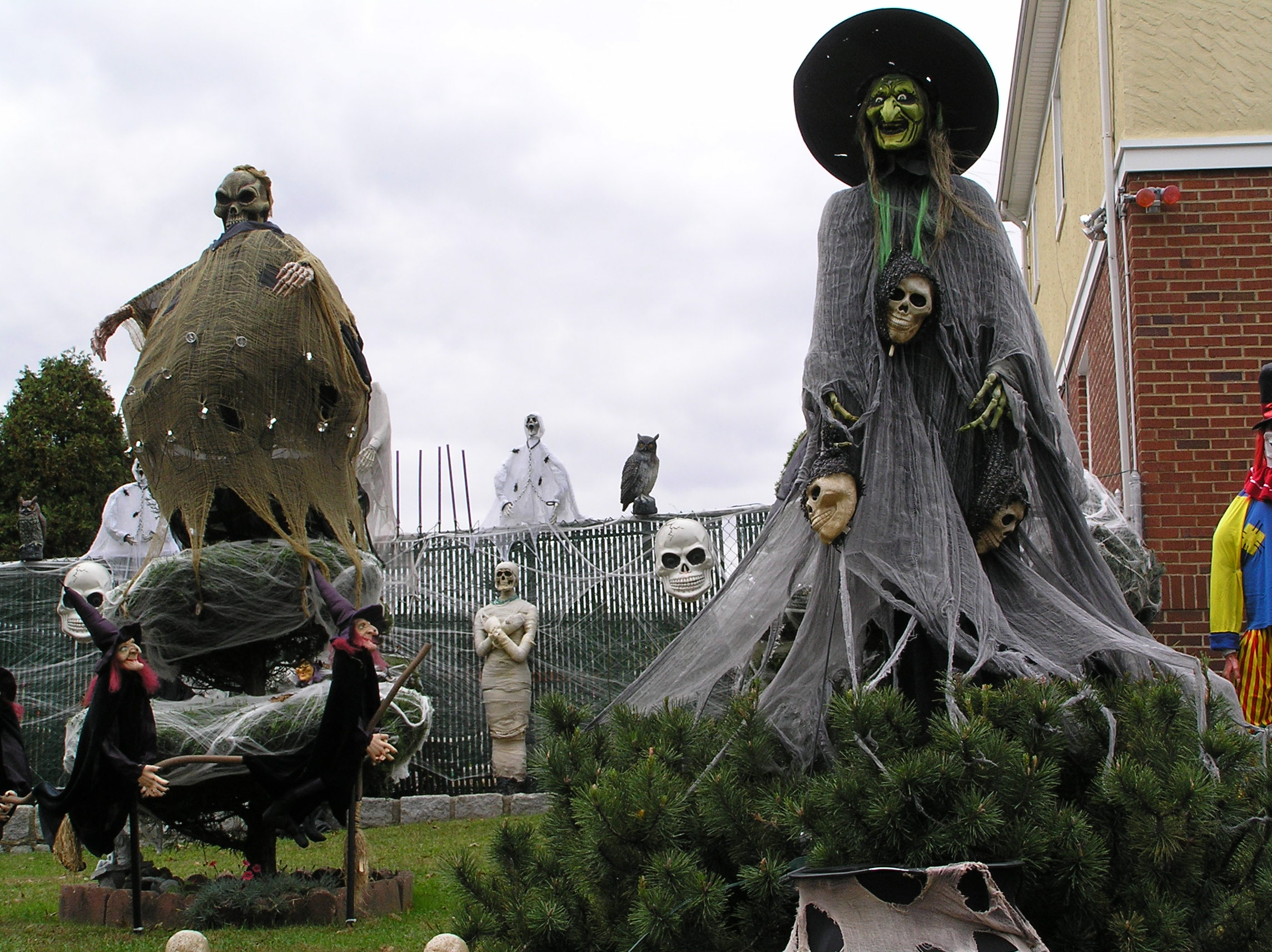
Во время Хэллоуина придомовые участки, публичные пространства, а также многие здания традиционно украшаются жуткими атрибутами: ведьмами, скелетами, призраками, паутиной и надгробиями

Но фонарики на Хэллоуин не всегда изготавливались из тыквы: в Ирландии и Шотландии для этого традиционно использовали репу, однако прибывшие в Северную Америку иммигранты быстро заменили её на тыкву, как более доступный и крупный овощ, проще поддающийся резке. Впервые создание тыквенных фонариков в Америке было зафиксировано в 1837 году; этот ритуал, проводившийся во время сбора урожая, не имел никакого отношения к Хэллоуину вплоть до второй половины XIX столетия. Лишь к 1900 году использование тыкв во время празднования Хэллоуина вошло в широкий обиход.
Другим важным атрибутом является маскарад: популярны костюмы персонажей классических фильмов ужасов, например, Мумии и чудовища Франкенштейна. В праздничном убранстве домов большую роль играют символы осени, например, деревенские пугала. Основными темами Хэллоуина являются нечистая сила, смерть, оккультизм, эзотерика и монстры. Традиционными цветами являются чёрный и оранжевый.

### Музыка
Ох! — плоды любимые детства! — старые дни напоминая,

Когда виноградное дерево багровело и коричневые орехи падали!

Когда дикие, уродливые лица, вырезанные нами на его кожуре,

Всматривались во тьму со свечой внутри!
Как и у других праздников, у Хэллоуина есть свои известные песни и тематическая музыка. Широко известная песня «Monster Mash» поп-музыканта Бобби Пикетта стала, по мнению ряда музыкальных критиков, своеобразным гимном Хэллоуина. Другой очень популярной песней является композиция «This Is Halloween», написанная Дэнни Эльфманом и вошедшая в саундтрек к анимационному фильму Кошмар перед Рождеством. Она неоднократно была перепета разными не только американскими, но и японскими исполнителями.

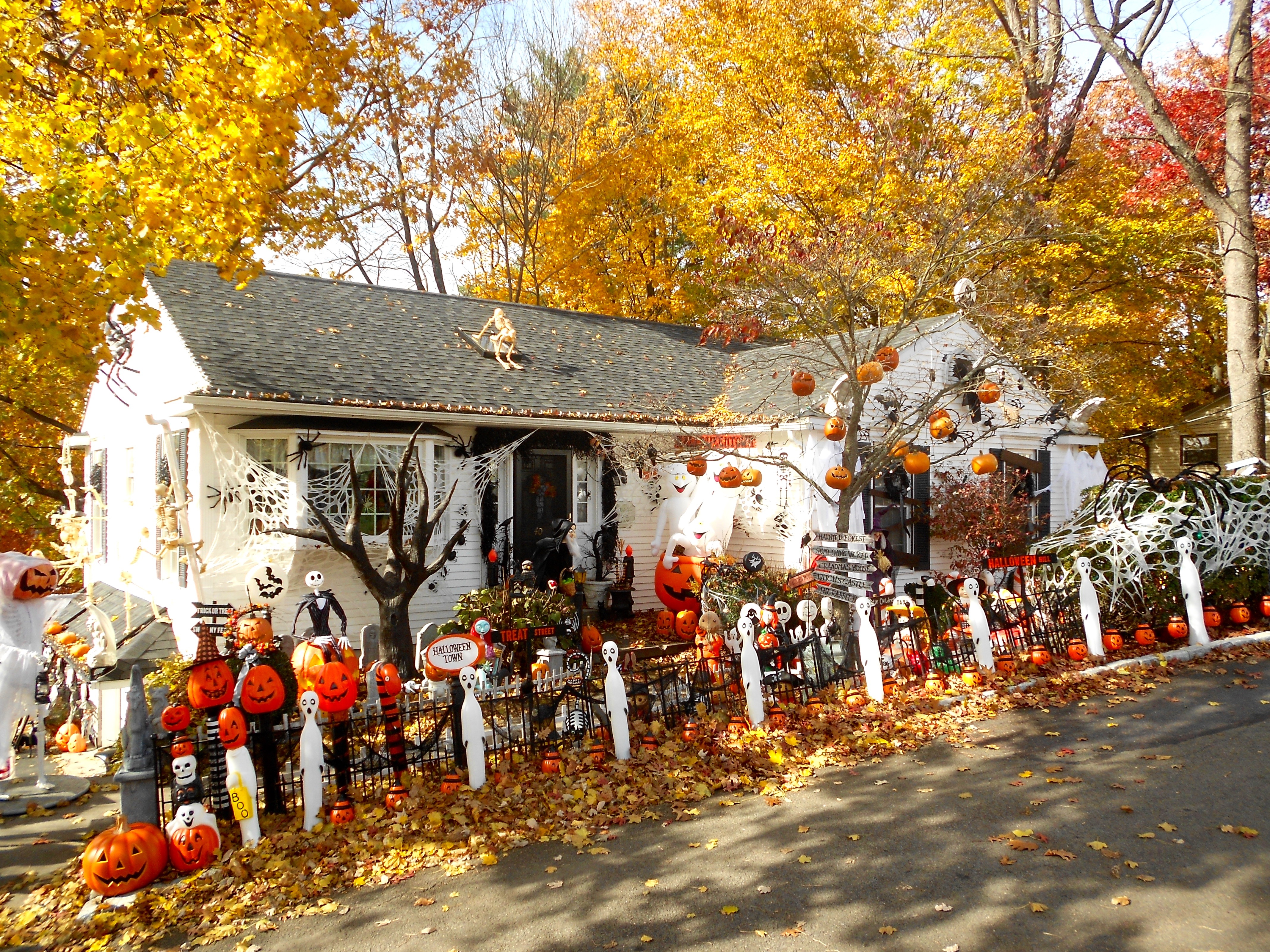
Дом, украшенный к празднику в Уизерли, Пенсильвания

Также часто с праздником ассоциируется группа Midnight Syndicate, творчество которой, по словам некоторых авторов, стало синонимом этого праздника. Творчество коллектива фактически определило основные черты «музыки Хэллоуина», определило её стандарты и оказало влияние на другие подобные проекты. 11 сентября 2009 года AOL Radio опубликовало рейтинг «10 лучших альбомов в жанре „Хэллоуин“»; Midnight Syndicate заняли в нём сразу три места — третье, четвёртое и восьмое. В 2010 году группа выпустила отдельный сборник Halloween Music Collection.
Часто для пугающих аттракционов во время празднования Хэллоуина используют атмосферные композиции в жанре эмбиент, состоящие из пугающих элементов вроде скрипов, воя волков и тому подобного. Наиболее популярна в этом плане музыка той же группы Midnight Syndicate, которая задаёт стандарты для этой индустрии. Известна группа Nox Arcana, чей альбом Grimm Tales стал источником вдохновения для создания парка Scary Tales: Once Upon A Nightmare на студии Universal Studios Halloween Horror Nights. На вечеринках используется танцевальная музыка, написанная в шуточно-пугающем стиле, или композиции из саундтреков к фильмам ужасов.
Известной композицией стала песня Let’s Get Tricky, которая была исполнена Беллой Торн и Рошоном Феганом. Она звучала в известном ТВ-сериале на канале Дисней — «Танцевальной лихорадке».

## Традиции

### Костюмы
Облачение в карнавальные костюмы — сравнительно недавно возникший элемент праздника. Впервые как полноценный обычай оно было зафиксировано в начале XX века и восходит к американским традициям костюмированных вечеринок. Впервые ношение маскарадных костюмов на Хэллоуин зарегистрировано в 1895 году в Шотландии, когда дети в масках ходили по домам и получали конфеты, пирожные, фрукты и деньги. Нет ни одного упоминания о подобных традициях в США, Ирландии или Англии до 1900 года. В Шотландии детей, которые, одевшись в карнавальные костюмы, изображающие разных монстров или других персонажей, ходят от дома к дому и выпрашивают сладости, называют guisers, а сам обычай — Guising («га́йзинг», от англ. guise — ношение маски, наряда, шуточное переодевание). Костюмы для Хэллоуина, как правило, начинают продавать ещё в августе.
Сами костюмы на Хэллоуин значительно эволюционировали за прошедший век. Изначально костюмы были образами уродливых исхудалых лиц людей. Это выглядело далеко не празднично и достаточно пугающе. Но уже к началу 2000 года костюмы все более приобретали яркие образы и сам праздник превращался в шоу.
Исследование, проведённое Институтом розничной торговли США, показало, что в 2005 году 53,3 процента американцев планировали купить маскарадный костюм на Хэллоуин и намеревались потратить на это в среднем 38 долларов 11 центов. Общие доходы от продажи костюмов составили $3,3 млрд в 2005 году и $4,96 млрд — в 2006 году. В 2009 году, во время экономического кризиса, средняя сумма расходов на приобретение хэллоуинской атрибутики гражданами США уменьшилась на 15 % по сравнению с 2008 годом и составила 56 долларов 31 цент.
Основная тема костюмов на Хэллоуин — это разные герои фильмов ужасов или преступники, однако популярны и костюмы на совершенно произвольную тематику, хотя основной мотив продолжает оставаться самым распространённым. Так, в 2000-х среди костюмов на Хэллоуин можно было встретить костюмы не только вампиров, мертвецов или пиратов, но и фей, королей, деятелей поп-культуры и даже ролевые костюмы сексуальной тематики.

### Выпрашивание сладостей (Trick-or-treat)
Традиция выпрашивания сладостей ночью 31 октября происходила от средневековой традиции выпрашивания пряных кексов с изюмом, известных как «духовные пирожные», в День всех святых (1 ноября), взамен которых молились за умерших родственников хозяев и упокой душ, угодивших в чистилище. Хотя этот обычай считается исконно британским, исследователи также находили упоминания о нём на юге Италии. Один из персонажей комедии Уильяма Шекспира «Два веронца» произносит фразу «Ты скулишь, как нищий на День всех святых», что свидетельствует о широком распространении данного обычая уже в конце XVI века.
Термин Trick-or-treat впервые стал использоваться в США, первый раз его использование зафиксировано в 1934 году, а сам он начал активно распространяться только с 1939 года. Литературно его можно перевести как шутка или угощение (распространённые варианты — проделка или угощение; сладость или гадость; откупись, а то заколдую! и др.) что указывает на шуточную угрозу нанести вред, если хозяин не принесёт детям угощение. Но устоявшегося перевода термина на русский язык нет и обычно он даётся в оригинале, либо с заменой на фразу кошелёк или жизнь. Хотя термин вначале упоминался лишь на западе Северной Америки, к 1940-м годам отмечено уже широкое распространение по всей стране. В нынешние времена фраза носит отчётливо шутливый оттенок и её часто используют за пределами США, например, в Ирландии и Японии, не боясь получить обвинение в вымогательстве.

### Игры и другие традиции
Помимо выпрашивания сладостей и ношения разнообразных костюмов, празднование Хэллоуина также связано с некоторыми специфическими играми и гаданиями. Например, можно встретить упоминания о гадании с помощью кожуры: шотландские девушки срезали кожуру с яблок, стараясь сделать её как можно длиннее, и кидали через плечо. Считалось, что упавшая кожура принимала вид первой буквы фамилии суженого. В англоязычных странах (изначально — Ирландии, позже иммигрантами перенесённая и в США) описана традиция, заключающаяся в вытаскивании яблок зубами из ёмкости с водой без помощи рук. Другой обычай основывался на известном поверье о Кровавой Мэри, которое в наши дни превратилось в популярную городскую легенду. Это гадание заключалось в том, что молодые девушки должны были в тёмном доме подняться по лестнице спиной вперёд и провести свечой перед зеркалом. После этого в зеркале якобы должно было показаться лицо будущего мужа, но девушка могла увидеть в зеркале и череп — это означало, что она умрёт, так и не выйдя замуж.

## Аттракционы
Важной традицией празднования Хэллоуина является организация так называемых Haunted attractions (с англ. — «Аттракционы, населённые призраками»), главная цель которых — приятно напугать посетителей. Старейшим подобным аттракционом считается «Населённый призраками дом Ортона и Спунера», открытый в 1915 году. В большинстве случаев этот бизнес имеет чёткие сезонные рамки. От обычных «домов с привидениями» эти аттракционы отличаются использованием стогов сена и кукурузных лабиринтов в символике. Подобные мероприятия приносят США примерно 300—500 миллионов долларов в год и привлекали до 400 000 клиентов во время пика этой индустрии в 2005 году. Технический уровень подобных проектов постоянно растёт, вплоть до голливудского уровня.
В США к этим аттракционам предъявляется ряд требований. Помимо стандартного соблюдения правил безопасности, они должны быть оборудованы знаками, предупреждающими о густом тумане, громком звуке и тому подобном. Обычно посещение этих аттракционов закрыто для беременных женщин и людей со слабым сердцем. Согласно закону, перед открытием аттракцион должен получить специальное разрешение проверяющих.
Корпорация Дисней ежегодно отмечает Хэллоуин во всех своих тематических парках. В аттракционе Призрачное поместье (только Калифорния и Токио) меняют все досконально и за основу праздника в Канун дня всех святых царствует обстановка «Кошмара перед Рождеством» Тима Бёртона, где главным персонажем мультфильма является Джек Скеллингтон.

## Праздничный стол
Поскольку праздник приходится на время урожая яблок, большинство хэллоуинских сладостей основано на яблоках. Специально к торжеству готовят яблочную карамель, яблоки в сиропе (иногда с добавлением орехов), яблочные ириски. Сначала существовала традиция раздавать детям яблоки-конфеты, но она быстро сошла на нет из-за городской легенды, которая гласила, что в подобные конфеты злые люди кладут булавки и иголки. Хотя подобные случаи и были зарегистрированы несколько раз, они никогда не приводили к серьёзным травмам. Многие родители были уверены, что эти случаи были спровоцированы СМИ, которые взращивали истерию на фоне первоначально ложных слухов.
В свою очередь, в Северной Америке популярны кенди корны и кенди пампкины, конфеты в виде кукурузы и тыквы соответственно. Кенди корн представляет собой конфеты из сахара, кукурузного сиропа, искусственных красителей и связующих веществ. Их рецепт и способ приготовления практически не изменились, производство кенди корнов до сих пор базируется на ручной работе. Несмотря на своё название, кенди пампкин представляет собой лишь вариацию предыдущей сладости. Главное отличие «тыкв» от «кукурузы» — это использование мёда, более обильное добавление зефира и, наконец, часто используемый особенный нежирный крем.
Помимо разнообразных сладостей, существует традиционный хлеб бармбрэк, который готовят в Ирландии к разным праздникам, в особенности к Хэллоуину. При приготовлении праздничного бармбрэка в тесто прятали горох, деревянную щепку, кусок ткани, монету и кольцо. Попавшийся едоку предмет предсказывал будущее: горох — не ждать скорой свадьбы, щепка — неприятности в семейной жизни, кусок ткани — бедность, монета — богатство, кольцо — скорую свадьбу. В соответствии с этой традицией сейчас продаются бармбрэки с игрушечными колечками внутри.

## Празднование Хэллоуина в мире и региональные различия
После того, как Хэллоуин начал активно отмечаться с XIX века в США и Канаде, он распространился по всему миру благодаря влиянию американской культуры, при этом существует ряд региональных различий. Например, в Ирландии принято устраивать крупномасштабные пиротехнические действа и костры, а в Шотландии этот обычай отсутствует. За пределами стран, где живут потомки кельтов, праздник носит скорее коммерческий характер, чем культурный или ритуальный. В Японии в честь праздника проводятся ежегодные парады, иногда достигающие огромного количества участников, создающие крупные проблемы городским службам. Самое известное мероприятие такого рода проходит в городе Кавасаки, считается, что он — старейшее место празднования Хэллоуина в Японии.

### Хэллоуин в России

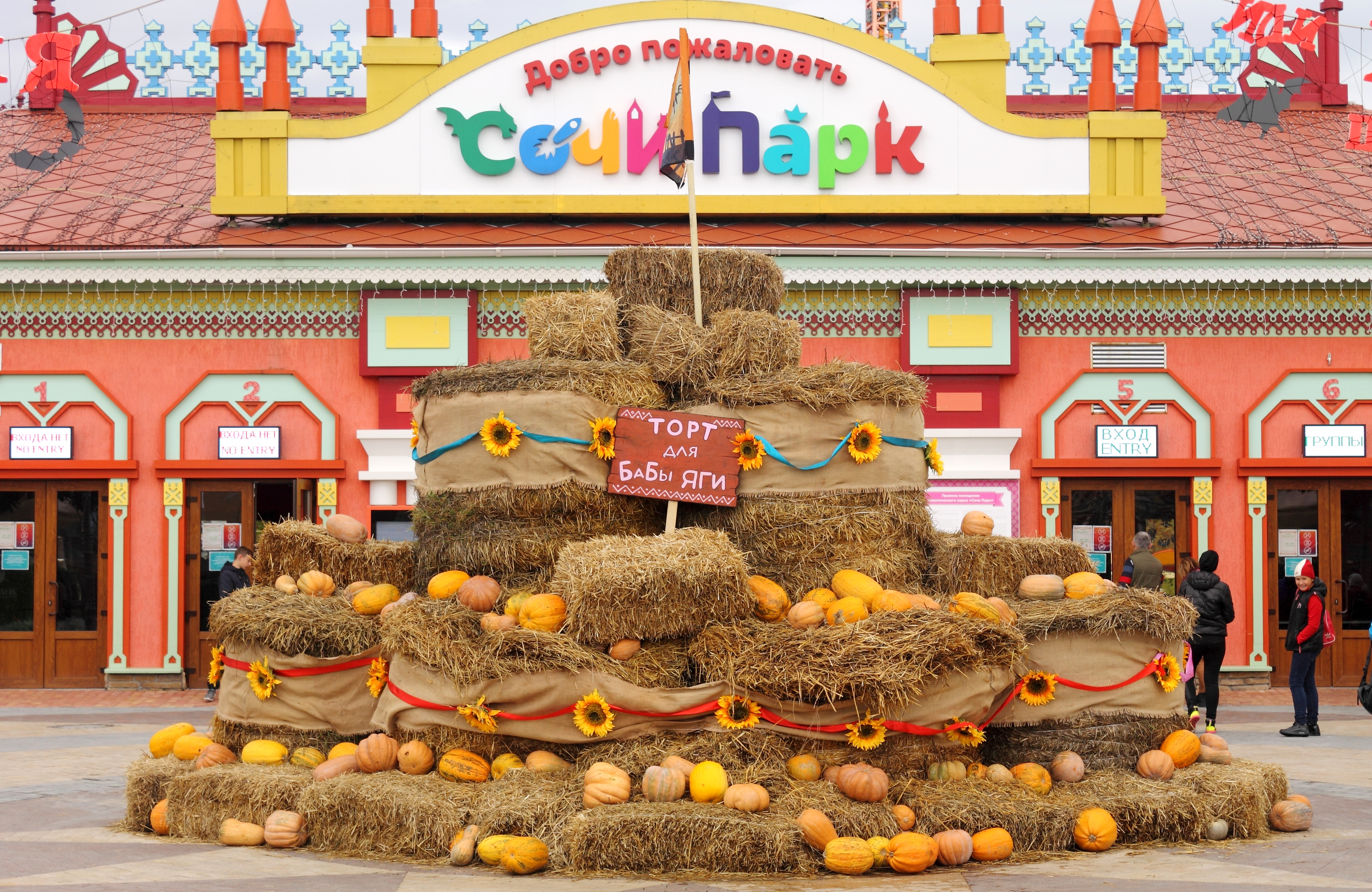
Вход в «Сочи Парк» накануне Хэллоуина

Для России Хэллоуин — экзотический и неоднозначный праздник. Согласно социологическим опросам Левада-Центра 2016 года, четверо из пяти опрошенных россиян знают о празднике, но лишь один из двадцати опрошенных планирует праздновать его. Ситуация постепенно меняется, появляются магазины, продающие костюмы для Хэллоуина, а его празднование входит в расписание торговых центров и ночных клубов. Некоторые представители Русской православной церкви негативно относится к празднику. Руководитель службы коммуникации РПЦ Георгий Завершинский называет праздник «карнавалом зла» и «религиозным фестивалем, несовместимым с русской культурой». По мнению религиоведа Ивара Максутова:
В нашей стране Хэллоуин никогда не был карнавалом, карнавалы — как правило, довольно редкое явление в русской культуре. Таким образом, все эти переодевания, в чём-то даже театральные, не имеют культурных корней в нашей культуре. Православная церковь всегда консервативно оценивала подобные явления, а в тех случаях, когда праздник окрашен в определённый конфессиональный тон и стремится подражать иной религиозной культуре, негативная реакция вполне понятна.
Негативное отношение к Хэллоуину поддержано некоторым рядом чиновников, что выразилось в ограниченном ряде региональных запретов празднования его в государственных учреждениях, в том числе на Кубани в 2012 году и в Карелии в 2001 году. Данная инициатива довольно быстро себя исчерпала. Одной из причин подобного называют отход от корней праздника в России, так как среди россиян всё чаще становится модным надевать во время Хэллоуина исторические или тематические костюмы, далёкие от мистической тематики.
В октябре 2023 года депутат ЛДПР Ярослав Нилов выступил с инициативой переименовать Хэллоуин в «День жутких сказок и историй». По его словам, можно принять компромиссное решение, которое позволит сохранить популярный у молодёжи «праздник» и удовлетворить патриотическую общественность:
Одни требуют запретить как элемент прозападной пропаганды, другие говорят: «Руки прочь от популярной забавы!» Правы и первые, и вторые, потому что привычка отмечать этот день прививалась десятилетиями с детского сада. Просто взять и запретить не получится... Предлагаю праздновать в России Хэллоуин под названием День жутких сказок и историй. Так мы уйдём от привязки к западной культуре и иностранного названия, но сохраним привычное многим веселье.

## Связь с религией

### Христианство
Представители различных христианских конфессий по-разному относятся к празднованию Хэллоуина. Некоторые приходы англиканской церкви поддерживают праздник, считая его проведение частью христианских традиций Дня всех святых, а некоторые протестанты отмечают Хэллоуин в память о Реформации, празднование которой отмечается в тот же день. Отец Габриэль Аморт, ватиканский экзорцист, считает, что «если американские и английские дети одеваются как ведьмы на одну ночь в году, то это не проблема. Нет ничего плохого, если это всего лишь шутка». Многие современные протестантские и католические священнослужители воспринимают праздник как весёлое мероприятие для детей, позволяют проводить его в своих приходах, разрешают детям и их родителям наряжаться, играть в игры и бесплатно получать конфеты.
Чаще всего верующие христиане западного толка воспринимают праздник нейтрально из-за его откровенной шуточности и наигранности. Римско-католическая церковь не считает праздник религиозным, но признаёт его связь с христианством, в связи с чем разрешает отмечать его в любых церковно-приходских школах.
В то же время некоторые христиане критикуют и отвергают празднование Хэллоуина, считая, что его традиции восходят к язычеству и некоторым направлениям оккультизма и эзотерики, противоречащим христианским идеалам. Отдельные фундаменталистские и консервативные евангелические церкви приурочивают ко дню Хэллоуина выпуск брошюр, описывающих муки грешников в аду, и протестуют против проведения праздника, мотивируя это тем, что он развился из языческого дня мёртвых. Социолог Джеффри Виктор и культуролог Джек Сантино утверждают, что в США в канун Хэллоуина возрастает количество «сенсационных» газетных публикаций и в целом усиливается «сатанинская паника».
В странах Восточной Европы многие представители православной церкви выступают резко против празднования Хэллоуина, считая, что это «праздник внутренней пустоты и побочный признак глобализации». Архиепископ Запорожский и Мелитопольский Лука даже обратился к властям Запорожья и области с требованием прекратить распространение в регионе «чужого православному народу» праздника. Несмотря на растущую популярность этого праздника в России, Русская православная церковь и Совет муфтиев России негативно относятся к празднованию Хэллоуина:

Ритуалы, связанные с этим днём, с детства приучают людей к тому, что нужно отдавать злу какую-то дань, примиряться с ним, даже сотрудничать — вместо того, чтобы бороться со злом и решительно отвергать его, как учит Русская православная церковь— Протоиерей Всеволод Чаплин
Такого же мнения придерживался Михаил Дудко, священник из Успенского собора в Лондоне. «Нации со старыми христианскими традициями в прежние времена развлекались с тыквами и контрастом с невинным детским личиком, что всего лишь символизировало победу Христа над злом. Ныне же воцарилось настоящее зло», — отметил священник. Современный Хэллоуин, равно как и другие проявления поп-культуры, проповедует патологическую агрессию. Причиной подобного он назвал ошибки либерализма англиканской церкви.

### Неоязычество
Приверженцы Викки отождествляют Хэллоуин с Самайном и отмечают его как священный день года. Среди виккан Самайн и Хэллоуин считаются одним праздником, они называют его «sow-en». Этот подход базируется на культе «бога Самайна» (или «Сам Айна»), которого виккане, вслед за рядом фольклористов XIX века, считали кельтским богом Смерти. Одновременно с этим некоторые христианские фундаменталисты считали слово «Самайн» происходящим от имени Сатаны. Обе эти точки зрения современным научным сообществом опровергаются, так как на самом деле слово «Самайн» дословно переводится со староирландского как «ноябрь», и то же самое значение слова сохранилось в современном языке.
Реконструкторы жизни кельтских народов совершают в этот день подношения богам и своим предкам.

## Хэллоуин в популярной культуре

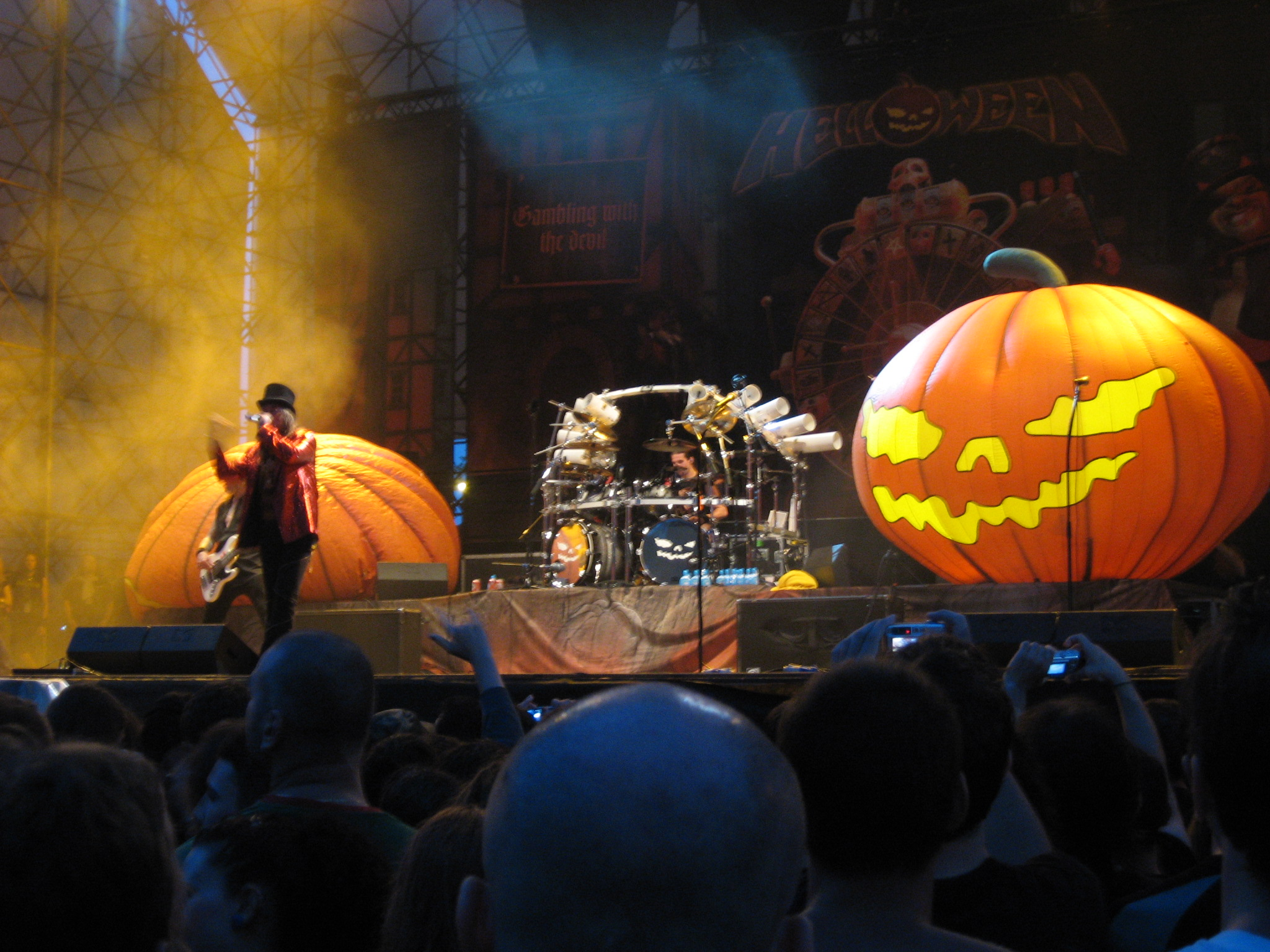
Выступление группы Helloween в 2009 году на фестивале Rockin' field festival

Одним из родоначальников спид-метала и пауэр-метала считается немецкая группа Helloween. Основатель группы Кай Хансен выбрал ей подобное название в честь праздника и сделал светильник Джека талисманом группы. Название группы пишется через e, а не a, чтобы сделать отсылку к аду (англ. hell). Название «Trick or Treat» носит итальянская пародийная пауэр-метал-группа из Модены, чьи песни посвящены детству и сопутствующей тематике вроде оловянных солдатиков и диснеевских персонажей.
В декорациях праздника проходит действие культового фильма режиссёра Джона Карпентера «Хэллоуин», одной из самых значимых картин в жанре слэшер. История маньяка Майкла Майерса позднее была продолжена. 
Хэллоуину посвящено произведение известного писателя Роджера Желязны «Ночь в тоскливом октябре». В книге рассказывается о Большой Игре, которая проходит на Хэллоуин раз в несколько десятилетий и каждый раз в новом месте. Когда ночь Хэллоуина совпадает с полнолунием, ткань реальности редеет, и могут быть открыты врата между этим миром и царством Великих Древних. Процесс открытия этих врат и есть Игра. Также этот праздник фигурирует в полнометражном мультфильме Генри Селика и Тима Бёртона «Кошмар перед Рождеством».
Хэллоуину посвящена седьмая серия «Конъюнктивит» первого сезона мультсериала «South Park». В ней Эрика Картмана директриса Виктория наряжает в традиционный костюм привидения, который очень похож на балахон ку-клукс-клана, а Кенни становится зомби и вызывает эпидемию в городе. По словам Майка Хиггинса из The Independent, хэллоуинский костюм Гитлера, который также носил в этой серии Эрик Картман, позволил закрепить за Эриком образ крупного негативного символа 1990-х годов. Тема Хэллоуина была поднята ещё раз в серии «Ад на земле 2006», который стал скандальным из-за появления в нём Стивена Ирвина, погибшего менее чем за два месяца до того.
Из хэллоуинских эпизодов также широко известны Treehouse of Horror (с англ. — «Домик ужасов на дереве») — эпизоды американского мультсериала «Симпсоны», которые, выходя во время праздника, были выполнены в традиционной для фильмов ужасов манере. Каждый такой эпизод состоит из трёх мини-историй, пародирующих разнообразные городские легенды, известные фильмы ужасов или просто объекты поп-культуры. Считается, что подобные эпизоды являются самыми рейтинговыми в каждом сезоне, например, в 1996 году пятый выпуск этого цикла получил главную награду Интернационального анимационного фестиваля в Оттаве.